# Alluitsoq
Alluitsoq (Agdluitsoĸ avant 1973, anciennement Lichtenau en danois) est une ancienne localité groenlandaise située dans la municipalité de Kujalleq près de Narsaq au sud du Groenland. Elle a été abandonnée en 2010. La localité correspond au « Hransfjord » mentionné dans la Saga des Groenlandais ,. 